# Conte di Bessborough
Conte di Bessborough è un titolo nel Parìa d'Irlanda. È stato creato nel 1739 per Brabazon Ponsonby, II visconte Duncannon, che in precedenza aveva rappresentato Newtownards e la contea di Kildare nella Camera dei Comuni irlandese. Nel 1749 è stato creato barone di Sysonby, nel pari di Gran Bretagna, che gli ha dato un seggio alla Camera dei lord britannica.
Al primo conte succedette il figlio maggiore, il secondo conte. Era un Whig e fu Lord del Tesoro e Lord dell'Ammiragliato. Suo figlio, il terzo conte, rappresentò Knaresborough nella Camera dei Comuni e come suo padre fu Lord dell'Ammiragliato. Gli succedette il figlio maggiore, il quarto conte. Egli fu un eminente uomo politico Whig e fu Ministro dell'interno, Lord del Sigillo Privato e Primo Lord dell'Ammiragliato. Nel 1834, dieci anni prima che succedette al padre, fu elevato al Pari del Regno Unito, come barone Duncannon.
Il suo figlio maggiore, il quinto conte, era un liberale politico e ricoprì la carica, sotto Lord Russell e William Ewart Gladstone, di Lord Steward della famiglia. Non aveva figli e gli succedette il fratello minore, il sesto conte. Non si sposò mai e alla sua morte nel 1906 il titolo passò a suo fratello minore, il settimo conte. Era un sacerdote. Suo nipote, il nono conte, era un conservatore e fu Governatore Generale del Canada (1931-1935). Nel 1937 fu creato conte di Bessborough in Pari del Regno Unito.
La residenza ufficiale è Stansted Park, nel Rowland's Castle, nel Hampshire.

## Visconti Duncannon (1723)
- William Ponsonby, I visconte Duncannon (1659-1724)
- Brabazon Ponsonby, II visconte Duncannon (1679-1758) (creato conte di Bessborough nel 1739)

## Conti di Bessborough (1739)
- Brabazon Ponsonby, I conte di Bessborough (1679-1758)
- William Ponsonby, II conte di Bessborough (1704-1793)
- Frederick Ponsonby, III conte di Bessborough (1758-1844)
- John Ponsonby, IV conte di Bessborough (1781-1847)
- John Ponsonby, V conte di Bessborough (1809-1880)
- Frederick Ponsonby, VI conte di Bessborough (1815-1895)
- Walter Ponsonby, VII conte di Bessborough (1821-1906)
- Edward Ponsonby, VIII conte di Bessborough (1851-1920)
- Vere Ponsonby, IX conte di Bessborough (1880-1956)
- Frederick Ponsonby, X conte di Bessborough (1913-1993)
- Arthur Ponsonby, XI conte di Bessborough (1912-2002)
- Myles Ponsonby, XII conte di Bessborough (1941)

L'erede è il figlio dell'attuale conte, Frederick Arthur William Ponsonby, visconte Duncannon (1974).